# Klasse 119
Die Klasse 119 der Bundesmarine wurde von den Ende der 1950er Jahre – im Rahmen des amerikanischen Military Assistance Program – übernommenen sechs Zerstörern der Fletcher-Klasse gebildet.

## Geschichte

### Fletcher-Klasse
Zwischen 1941 und 1945 wurden 175 Zerstörer der Fletcher-Klasse für die United States Navy gebaut. 19 davon gingen im Krieg verloren. 145 Zerstörer wurden nach Kriegsende außer Dienst gestellt und der Reserveflotte zugeordnet. Bereits 1948 begann man, 18 Einheiten zu reaktivieren und zur U-Jagd umzurüsten. Weitere 60 Zerstörer wurden reaktiviert und in zwei verschiedenen Konfigurationen modernisiert. Von den 18 U-Jagd-Einheiten wurden später drei Zerstörer im Rahmen des FRAM II-Programmes erneut modernisiert. In den 1950er Jahren wurden viele Fletcher-Zerstörer sowohl in Originalkonfiguration, als auch in modernisierter Form an verschiedene Marinen abgegeben. Die US Navy begann ab 1969, die Zerstörer der Fletcher-Klasse endgültig außer Dienst zu stellen. Einige Zerstörer dieser Klasse blieben noch bis über die 1990er Jahre hinaus in Dienst. Das letzte Schiff der Klasse, die BAM Cuitlahuac (ex USS John Rodgers (DD-574)), wurde am 16. Juni 2001 bei der mexikanischen Marine außer Dienst gestellt. Damit endete die Ära der Fletcher-Zerstörer nach fast 60 Jahren.

### Bundesmarine
Da die Zeit für die Planung, den Bau und die Erprobung eigener größerer Schiffe nicht zur Verfügung stand, erhielt die Bundesrepublik Deutschland von 1958 bis 1960 im Rahmen des amerikanischen Military Assistance Programs sechs Zerstörer der Fletcher-Klasse für die Bundesmarine von den USA geliehen. Eine Option für die Überlassung von fünf weiteren Zerstören wurde nicht wahrgenommen. Nach einer zwischenzeitlichen Verlängerung der Leihzeit wurden 1976 die zu diesem Zeitpunkt noch vorhandenen vier Einheiten für umgerechnet je etwa 191.500 € angekauft. Die Zerstörer der Klasse 119 erhielten bei ihrer Indienststellung keine Namen zugeteilt, sie wurden lediglich von 1 bis 6 durchnummeriert. Erst 1960 wurden ihnen die Namen Zerstörer 1 bis Zerstörer 6 gegeben. Im allgemeinen Sprachgebrauch wurden die Zerstörer Z 1, Z 2, Z 3, Z 4, Z 5 und Z 6 genannt. Nach ihrer Indienststellung wurden die ersten drei Zerstörer dem 1. Zerstörergeschwader, und die weiteren drei dem 3. Zerstörergeschwader unterstellt. Heimathafen für alle Einheiten war Kiel. Der Zerstörer 3 wurde ab dem 1. April 1974 dem Flottendienstgeschwader in Flensburg unterstellt. Ab dem 1. Oktober 1971 wurden die verbliebenen Zerstörer im 3. Zerstörergeschwader zusammengefasst. Nach der Auflösung des 3. Zerstörergeschwaders am 30. Juni 1981 wurden die noch vorhandenen zwei Zerstörer, Zerstörer 2 und Zerstörer 5, dem 1. Zerstörergeschwader bis zu ihrer Außerdienststellung unterstellt. Nach ihrer Außerdienststellung wurden die Zerstörer 1 und Zerstörer 6 als Ersatzteilreserve für die anderen Zerstörer ausgeschlachtet. Zerstörer 6 wurde abgebrochen und Zerstörer 1 wurde anschließend als Zielschiff für die Marineflieger im Mittelmeer aufgebraucht. Am 16. Mai 1979 wurde der Zerstörer Zerstörer 1 dann von dem deutschen U-Boot U 29 durch Torpedobeschuss versenkt. Die anderen Zerstörer wurden im Rahmen der Verteidigungshilfe an die griechische Marine abgegeben. Die Aufgaben der Zerstörer der Zerstörer-1-Klasse wurden durch die Fregatten der Bremen-Klasse übernommen.

## Technik
Vor der Übernahme wurden die Schiffe in erheblichem Maße modernisiert. Es wurden alle 20-mm-Oerlikon-Kanonen ausgebaut und die 40-mm-Bofors-Geschütze durch drei 76,2-mm-Zwillingsflak ersetzt. Um den für diese Geschütze und die mit ihnen verbundenen Feuerleitgeräte benötigten Decksraum zu gewinnen, mussten der dritte 127-mm-Turm und der vordere Fünflings-Torpedorohrsatz entfernt werden. Die Elektronik wurde modernisiert und der Mast durch einen Dreibeinmast ersetzt. Bei späteren Werftliegezeiten wurde bei den sechs Zerstörern, den deutschen Erfordernissen entsprechend, die anfangs offenen Brücken, unter gleichzeitiger Vergrößerung in eine geschlossene Brücke umgestaltet. Drei Zerstörer (Zerstörer 2, Zerstörer 3 und Zerstörer 4) wurden mit je einer kleinen Hütte an der Brückenrückseite versehen. Ferner wurden alle sechs Einheiten mit zwei U-Abwehr-Torpedorohren (Einzel-UTR 533 mm) nachgerüstet. Später wurde auch der zweite Fünflings-Torpedorohrsatz entfernt.
Zerstörer 4 hatte Anfang der 1960er Jahre bis 1962 zwei 40-mm-Bofors-Flak MEL auf den Positionen der 76,2-mm Flak an Bb- und Stb-Seite. Zu Erprobungszwecken wurde von 1974 bis zum Frühjahr 1975 anstelle des achteren 76,2-mm-Flak-Zwillings ein containerisierter 76-mm-Oto-Melara-Turm mitgeführt.

## Einheiten
| Name             | Kennung | Bauwerft                                 | Kiel- legung | Stapel- lauf | Indienst- stellung | Außerdienst- stellung | Gestrichen[a] | Foto                      |
| ---------------- | ------- | ---------------------------------------- | ------------ | ------------ | ------------------ | --------------------- | ------------- | ------------------------- |
| Ringgold         | DD 500  | Federal Shipbuilding and Drydock Company | 25.06.1942   | 11.11.1942   | 30.12.1942         | 23.03.1946            | 01.10.1974    | Ringgold (DD-500)         |
| Anthony          | DD 515  | Bath Iron Works                          | 17.08.1942   | 20.12.1942   | 26.02.1943         | 17.04.1946            | 15.04.1972    | Anthony (DD-515)          |
| Wadsworth        | DD 516  | Bath Iron Works                          | 18.08.1942   | 18.08.1943   | 16.05.1943         | 18.04.1946            | 01.10.1974    | Wadsworth (DD-516)        |
| Charles Ausburne | DD 570  | Consolidated Steel Corporation           | 14.05.1941   | 16.03.1942   | 24.11.1942         | 18.04.1946            | 01.12.1967    | Charles Ausburne (DD-570) |
| Claxton          | DD 571  | Consolidated Steel Corporation           | 25.06.1941   | 01.04.1942   | 08.12.1942         | 18.04.1946            | 01.10.1974    | Claxton (DD-571)          |
| Dyson            | DD 572  | Consolidated Steel Corporation           | 25.06.1941   | 15.04.1942   | 30.12.1942         | 31.03.1947            | 01.10.1974    | Dyson (DD-572)            |

[a]Aus der Liste der Schiffe der U.S. Navy gestrichen.
| Name                                     | Kennung     | Funkrufzeichen | Funkrufzeichen | Indienst- stellung | Außerdienst- stellung | Verbleib                                             | Foto                                  |
| Name                                     | Kennung     | bis 30.11.1981 | ab 01.12.1981  | Indienst- stellung | Außerdienst- stellung | Verbleib                                             | Foto                                  |
| ---------------------------------------- | ----------- | -------------- | -------------- | ------------------ | --------------------- | ---------------------------------------------------- | ------------------------------------- |
| Zerstörer 1 ex Anthony (DD-515)          | D 170 (Z 1) | DBZQ           | –              | 17.01.1958         | 17.03.1972            | 1979 als Zielschiff von U 29 vor Kreta versenkt      |                                       |
| Zerstörer 2 ex Ringgold (DD-500)         | D 171       | DBOV           | –              | 14.06.1959         | 18.09.1981            | an Griechenland Kimon (D 42), 1993 abgebrochen       | Zerstörer 2 1960                      |
| Zerstörer 3 ex Wadsworth (DD-516)        | D 172       | DBOW           | –              | 06.10.1959         | 15.10.1980            | an Griechenland Nearchos (D 65), 1991 abgebrochen    |                                       |
| Zerstörer 4 ex Claxton (DD-571)          | D 178       | DBOX           | –              | 15.12.1959         | 26.02.1981            | an Griechenland, Ersatzteilreserve, 1991 abgebrochen | Zerstörer 4 1972                      |
| Zerstörer 5 ex Dyson (DD-572)            | D 179       | DBQY           | DRAI           | 17.02.1960         | 26.02.1982            | an Griechenland, Ersatzteilreserve, 1993 abgebrochen |                                       |
| Zerstörer 6 ex Charles Ausburne (DD‑570) | D180        | DBRB           | –              | 12.04.1960         | 09.10.1967            | 1968 an Fa. Harmsdorf in Lübeck, abgebrochen         | Zerstörer 6 bei der Kieler Woche 1962 |